# Jean-Gilbert Birebent
Jean-Gilbert Birebent, né en 1902 et mort en 1967, est un spéléologue français.

## Biographie
Durant l'occupation, Jean-Gilbert Birebent fut l'un des instigateurs et un des premiers résistants de l'Aveyron. Adjoint de Léon Freychet, il prit sa place en tant que chef départemental de la résistance après l'arrestation et la déportation de celui-ci. Il fut à son tour arrêté à Saint-Victor-et-Melvieu. Incarcéré par la Gestapo à la prison Burloup de Rodez, il fut au moment du retrait des Allemands de Rodez pris comme otage et servis de bouclier humain à la colonne et retraite. Il réussit à s'évader à Millau et repris ses activités au sein de l'état-major FFI au moment de Libération.

## Activités spéléologiques
Avec Louis Balsan, il fit ses premières explorations spéléologiques dans les Causses avant de partir pour l'Algérie comme instituteur. 
En Algérie il poursuivit ses recherches et explorations spéléologiques. Il fit de nombreuses découvertes. Il explora le réseau de l'Anou Boussouil qui, en 1954 était la plus profonde cavité connue. Il mit aussi en valeur et permit la visite par le grand public de la grotte merveilleuse.
En France aux environs de Millau on lui doit, avec Louis Balsan, l'aménagement de nombreux sites touristiques. Montpellier-le-Vieux, Dargilan ou les corniches de la Jonte. 
Il fut un des premiers plongeurs spéléologues en scaphandre autonome. Il avait fait construire plusieurs scaphandres légers, modifiés à partir de scaphandres Le Prieur, assurant 20 minutes d'autonomie.
Il réalisa sa première expérience de plongée souterraine en 1942 à la grotte du Boundoulaou (causse du Larzac).

## Distinctions
Birebent obtint son doctorat ès lettres en 1962 avec un imposant ouvrage sur l'archéologie. Cette thèse est le fruit de longues années de recherches sur l'hydraulique romaine dans les régions sub-sahariennes des Aurès et de la Kabylie. L’ouvrage porte le nom d'Aqua Romanea et fait l'inventaire des solutions hydrauliques qu'avaient inventées les Romains pour subvenir au besoin en eau des populations dans ces contrées arides ainsi que pour  permettre l'irrigation des parcelles et la culture.

## Sources et références
- « Les grandes figures disparues de la spéléologie française », Spelunca (Spécial Centenaire de la Spéléologie), no 31,‎ juillet-septembre 1988, p. 25 ([https://publications.ffspeleo.fr/bulletin.php?id=562)
- Delanghe Damien, Médailles et distinctions honorifiques (document PDF), in : Les Cahiers du CDS no 12, mai 2001.
- Association des anciens responsables de la fédération française de spéléologie : In Memoriam.
- Balsan, L. (1969) : Jean Birebent (1902-1969), Causses et Cévennes (Millau), 1969 (4), page 405-406.
- Lautier, J. & Bonnier, F. (1970) : In memorian Jean Gilbert Birebent, Spelunca (Paris) 1970 (1), pages 43-44.
- Rouire, J. (1946-47) : La spéléo dans les causses pendant la guerre, Causses et Cévennes (Millau), 1946 (1) et 1947 (1-4).